# Scalarispongia incognita
Scalarispongia incognita är en svampdjursart som först beskrevs av Desqueyroux-Faúndez och van Soest 1997.  Scalarispongia incognita ingår i släktet Scalarispongia och familjen Thorectidae. Inga underarter finns listade i Catalogue of Life.